# Valentina Stadler

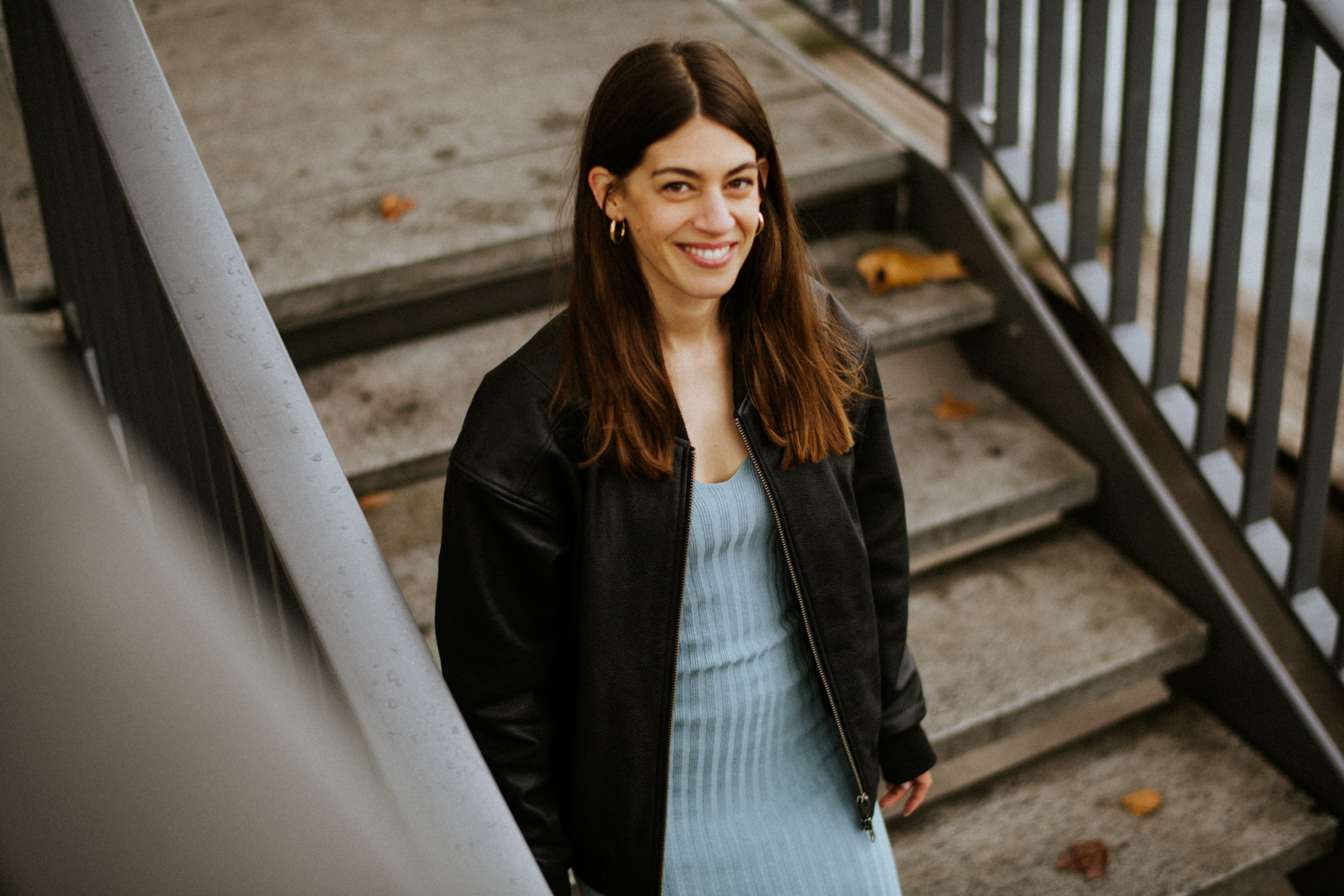
Valentina Stadler, 2023

Valentina Stadler (* 11. August 1988 in Karlsruhe) ist eine deutsche Mezzosopranistin.

## Leben
Valentina Stadler ging am Helmholtz-Gymnasium Karlsruhe zur Schule und nahm Gesangsunterricht ab dem 13. Lebensjahr. Ihr Bachelor-Studium begann an der Manhattan School of Music und schloss mit einem Master an der Hanns Eisler Hochschule für Musik in Berlin ab. Stadlers Opernlehrerin dort war Julià Varady. Den Liedkurs besuchte sie bei Wolfram Rieger. Meisterkurse fanden unter anderem bei Christine Schäfer, Christa Ludwig, Thomas Hampson, Graham Johnson, Malcolm Martineau und Giulio Zappa statt.
Ihren professionellen Einstieg als Mezzosopranistin (Stimmlage zwischen Sopran und Alt) startete Stadler 2015 in Teneriffa und 2016 bei den Salzburger Festspielen: Ihr Operndebüt mit eigener Rolle (Myrtale in Thaïs von Jules Massenet) fand dort mit dem Münchener Rundfunkorchester statt.
2018 nahm sie an einem der ersten 360°-Opernprojekte weltweit teil. Bei dieser 20-minütigen Inszenierung für Virtuelle Realität, inszeniert von Jan Schmidt-Garre, spielte sie die Rolle der/des Cherubino in einer Sequenz von Figaros Hochzeit.
Von 2017 bis 2020 gehörte Stadler zum Ensemble des Staatstheaters am Gärtnerplatz in München. Seitdem arbeitet sie freischaffend im Opern- und Konzertfach und trat als Solistin unter anderem im Teatro Regio di Parma, den Audi Sommerkonzerten, den Internationalen Händel-Festspielen Göttingen, den Innsbrucker Festwochen und der Semperoper Dresden auf. Sie arbeitet dabei mit namhaften Dirigenten wie Elias Grandy, Yi-Chen Lin, Zubin Mehta, Jonathan Nott und Keri-Lynn Wilson zusammen.
Auf der Konzertbühne hat sie erfolgreich mit Jérémie Rhorer zusammengearbeitet, zuletzt als Engel in Robert Schumanns „Das Paradies und die Peri“ bei den Audi Sommerkonzerten Ingolstadt, beim Beethovenfest Bonn und in der Kölner Philharmonie. Sie war auch in Felix Mendelssohns „Sommernachtstraum“ in der Philharmonie Essen und beim Festival de Beaune zu erleben. Beim Klangvokal Musikfest in Dortmund debütierte sie mit der Titelpartie in Massenets dramatischem Oratorium „La Vierge“.
In den Spielzeiten 2023–2024 wird Valentina Stadler ihre Rollendebüts als Rheintochter (Wellgunde) und Walküre (Siegrune) in Wagners „Ring des Nibelungen“ am Theater Basel geben.
Valentina Stadler lebt in München. Ihr Großvater war der russisch-deutsche Ingenieur Johann Kuprianoff.

## Ehrungen
- 2018: Förderpreis Richard Strauss-Wettbewerb München[15]
- 2018: Engagement Hamburg Staatsoper beim Stella Maris Wettbewerb[16]